# منى جويا
منى جويا (بالفرنسية: Mona Goya)‏ هي ممثلة مكسيكية وفرنسية، ولدت في 25 نوفمبر 1909 بمدينة مكسيكو في المكسيك، وتوفيت في 8 أكتوبر 1961 بكليشي في فرنسا.

## وصلات خارجية
- منى جويا على موقع IMDb (الإنجليزية)
- منى جويا على موقع ألو سيني (الفرنسية)
- منى جويا على موقع أول موفي (الإنجليزية)
- منى جويا على موقع قاعدة بيانات الفيلم (الإنجليزية)
- منى جويا على موقع كينوبويسك (الروسية)